# Spaniopus nigriceps
Spaniopus nigriceps är en stekelart som beskrevs av Kamijo 1981. Spaniopus nigriceps ingår i släktet Spaniopus och familjen puppglanssteklar. Inga underarter finns listade i Catalogue of Life.